# Red Bull Stratos
Red Bull Stratos fue una misión al borde del espacio llevada a cabo por un grupo de científicos, la marca de bebidas energizantes Red Bull, el coronel retirado de la USAF Joseph Kittinger y el paracaidista austriaco Felix Baumgartner. La misión tenía planeado subir a Baumgartner a una altura aproximada de 36 969 metros (120 000 pies) hasta la estratosfera sobre Roswell, Nuevo México, Estados Unidos en un globo inflado con helio antes de caer y posteriormente descender en paracaídas a la tierra.
Finalmente el salto se produjo alrededor de los 39 000 metros. Baumgartner rompió la barrera del sonido durante su descenso, convirtiéndose en el primer humano en lograrlo sin un vehículo automotor. El exitoso salto, hizo también que Baumgartner rompiese dos récords mundiales más —el vuelo más alto en un globo tripulado y el salto de mayor altitud—, aunque finalmente no quiso superar el récord anterior de mayor tiempo en caída libre de Kittinger, quien también poseía el de salto a mayor altitud. El salto, en caída libre (antes de abrir el paracaídas) se estimó que duraría entre cinco y seis minutos, haciendo que el salto total (hasta hacer contacto con la tierra) durara aproximadamente diez minutos, pero finalmente la caída libre duró algo más de cuatro minutos.
Hacía cinco años que Baumgartner se entrenaba para el salto, cuyo mayor riesgo era comenzar a girar fuera de control, lo que podía hacerle perder el conocimiento. Antes del evento, Baumgartner ya rompió distintos récords en el pasado, y realizó saltos desde las Torres Petronas (Malasia), y desde el Cristo Redentor (Brasil). La misión Red Bull Stratos estuvo integrada por un equipo de cien personas, y logró contribuir a la investigación aeronáutica, para los astronautas y los futuros turistas del espacio. Su primer salto lo realizó con tan sólo dieciséis años y fue mejorando sus habilidades como miembro del equipo de fuerzas especiales del ejército de Austria.

## Antecedentes
En enero de 2010, se informó que Baumgartner estaba trabajando con un equipo de científicos y con el patrocinador Red Bull, para intentar batir el récord del mayor salto en paracaídas de la historia. Baumgartner planeaba realizar un salto de 36 576 metros (120 000 pies) desde una cápsula suspendida de un globo inflado con helio, buscando ser el primer paracaidista en romper la barrera del sonido.
A mediados de octubre de 2010, Red Bull anunció que habría "detenido" el proyecto, porque Daniel Hogan habría interpuesto una demanda en la Corte Superior de California, en Los Ángeles, California en abril de ese año, reclamando que la idea original de un salto en paracaídas desde el borde del espacio era suya, que la había ideado en 2004, y que Red Bull le habría robado esta. La demanda se resolvió fuera de los tribunales en junio de 2011. El 5 de febrero de 2012, el periódico The Daily Telegraph informó que el proyecto había sido retomado.

### El salto de Joe Kittinger

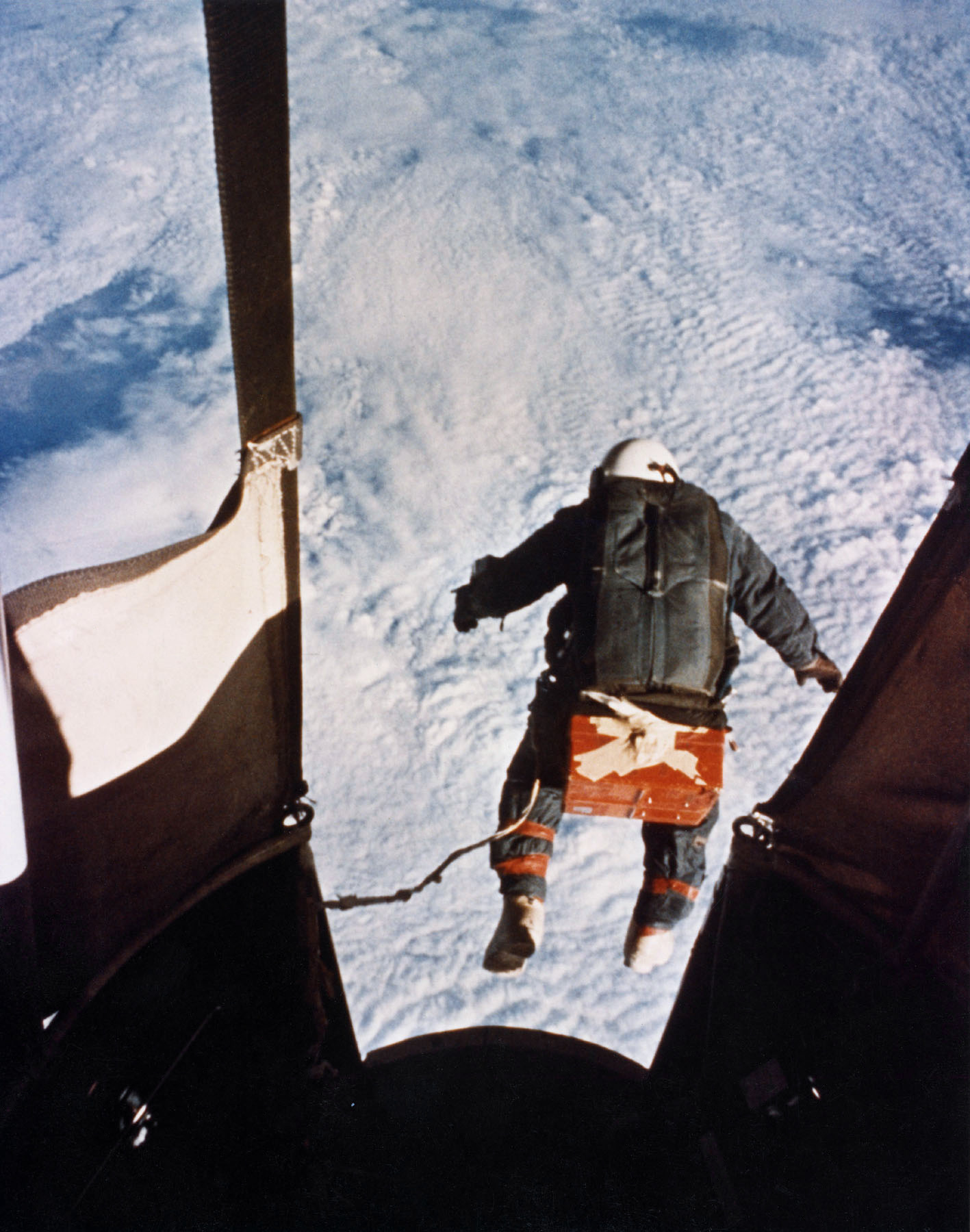
Joe Kittinger saltando desde la góndola del Excelsior III.

El salto que Joe registró en 1960 fue de 31 333 metros (102 800 pies), durante una época en que nadie sabía si un ser humano podría sobrevivir a un salto desde el borde del espacio.
Joe Kittinger era en aquel entonces un capitán de la USAF y ya había saltado desde un globo a 29 565 metros (97 000 pies) en el proyecto Manhigh y sobrevivió a un accidente en un salto de 23 286 metros (76 400 pies) en el Excelsior I.
Por los saltos, recibió una condecoración de Hoja de Roble a su Cruz de Vuelo Distinguido y el premio Harmon Trophy por parte del presidente Dwight Eisenhower.
El Excelsior III fue su salto en paracaídas número 33.

### Desarrollo
Felix Baumgartner planeó ascender a 36 576 metros (120 000 pies) en un globo estratosférico y realizar un salto en caída libre hacia la tierra volando a velocidades supersónicas antes de descender en paracaídas a la Tierra.

## Equipo
El equipo Red Bull Stratos reunió a diversos miembros especialistas en medicina aeroespacial e ingeniería de todo el mundo, quienes estuvieron encargados de supervisar el desarrollo del traje de presión que usaría Baumgartner, así como de la creación de la cápsula y la fabricación de los globos que habrían de llevarlo hasta el punto de salto. El objetivo: Felix Baumgartner, el primer ser humano en saltar desde la estratósfera.

## El salto de Felix Baumgartner
Ya desde su caída libre sobre el Canal de la Mancha en 2003, Felix Baumgartner tenía ganas de un vuelo supersónico. El mismo se materializaría 9 años más tarde. El 8 de octubre de 2012 estaba previsto que Baumgartner realizase el salto para alcanzar velocidad supersónica, desde una altura récord de 37 kilómetros (23 mi). Pero el 5 de octubre de 2012, el intento de salto fue replanificado para el día 9 de octubre de 2012, debido a la previsión meteorológica. Ese mismo día, y cuando Baumgartner se encontraba ya dentro de la cápsula, el equipo de Red Bull Stratos informó a las 11:42 h (tiempo de la montaña) en su cuenta de Twitter que el salto tendría que ser cancelado debido a que un fuerte viento no permitía el ascenso del globo que llevaría a la cápsula y que sería muy peligroso de realizar, pero que estarían informando sobre nuevas posibles fechas para llevar a cabo el salto. Finalmente, usando su perfil en Facebook, el equipo de RBS informó que muy probablemente el salto se realizaría el 14 de octubre entre las 06:00 y las 06:30 h hora de la montaña, dependiendo del clima y las condiciones atmosféricas que encontrasen ese día. Pero ese día, a las 13:00 hora española, se planeó aplazar el salto una hora más. Si no saltaba en ese día, tendrían que esperar varios meses más hasta que se hicieran más globos de helio, ya que este era el último.

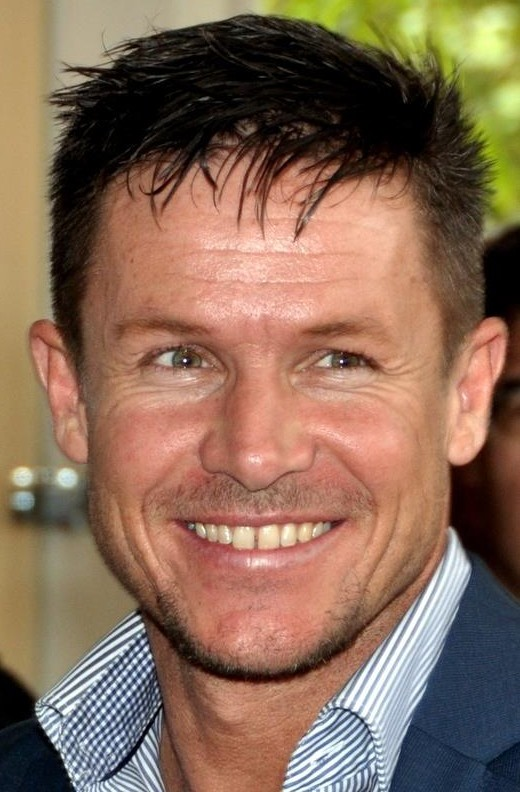
Felix Baumgartner, protagonista de la misión.

Finalmente, el último intento se realizó el 14 de octubre. La ascensión se produjo alrededor de las 17:30 horas (GMT+1). A las 19:30 GMT+1 Baumgartner batió el primero de los cuatro récords previstos: vuelo en globo tripulado a más altura, establecido en 34 668 metros el 5 de abril de 1961 por Malcolm Ross y Victor Prather.
La ascensión fue superior a la prevista inicialmente (estimada en 36 576 metros). El chequeo de seguridad se realizó a las 19:46, a los 38 600 metros de altura, cuando habían transcurrido aproximadamente dos horas y quince minutos desde el inicio de la ascensión. Una vez alcanzados casi los 38,9 kilómetros el globo empezó a descender ligeramente, hasta los 38 790 metros, para de nuevo volver a ascender hasta los 38 920 metros, altura a la que Felix Baumgartner comenzó a ultimar los detalles de su descenso. La temperatura en el exterior de la cápsula era de -9,3 °C (13,4 °F). En la cápsula las condiciones eran de 9,9 °C (47,9 °F). La presión de aire, de 0,329 bares en la cápsula y 0,0005 bar en el exterior.
Al momento de salir de la cápsula, estando expuesto y en pie, a punto de saltar, dio un breve discurso:

Sé que todo el mundo está mirándome ahora, y deseo que pudiesen ver lo que yo logro ver. A veces, tienes que ir hasta lo más alto para entender cuán pequeño eres. Ahora, regreso a mi hogar.

Dicho ello, el salto se produjo a las dos horas y media del comienzo de la ascensión. En ese momento superó el segundo récord, el de caída libre a mayor altura, 39 000 metros, muy por encima del récord de Joe Kittinger en 1960 (31 332 metros). En el descenso consiguió batir su tercer récord, superar la barrera del sonido (a 1342,8 km/h, a las 20:08 GMT+1) sin ayuda mecánica, aunque no consiguió el récord de mayor tiempo de descenso en caída libre (hizo 4 minutos 19 segundos frente a los 4 minutos 39 segundos de Kittinger en 1960).
La llegada a tierra transcurrió sin problemas (sobre las 20:15 GMT+1).
Ya cuando Baumgartner completó su misión y el equipo de control comprobó que el globo y la cápsula estaba en un área abierta apropiada para el descenso, se separó a ambos mediante control remoto. La cápsula tenía su propio paracaídas, que se desplegó parcialmente y le permitió bajar a una velocidad de unos 36 kilómetros por hora. Cuando la cápsula se ubicaba a 20.000 metros de altura, la cubierta del paracaídas se abrió completamente y el equipo bajó de manera más lenta, evitándose tanto el balanceo como un aterrizaje con gran impacto que dañara el material de la cápsula. Cayó en una zona llana, a unos 88 kilómetros de donde lo hizo Baumgartner pocas horas antes. Por otro lado, el globo cayó unos 15 minutos después de la cápsula, a unos 11 kilómetros de la misma.
Posterior al salto, Felix Baumgartner recibió múltiples reconocimientos, y se convirtió en uno de los hombres más famosos del momento. Ganó el Premio Laureus al Mejor Deportista Extremo del Año 2012, frente a candidatos como Lionel Messi, Neymar y Usain Bolt.

### Cobertura mediática
El evento fue televisado, alcanzando una audiencia global de millones, con más de 40 cadenas de televisión y 130 medios digitales que emitieron el salto en directo, y fue transmitido por el sitio web de la misión, que dispuso más de 35 cámaras en tierra y en aire y cinco adosadas al traje de Baumgartner. También, cerca de 8 millones de espectadores vieron a través de YouTube en directo el salto.
El canal de Red Bull en YouTube, sumaba más de 750 mil suscriptores entonces, de los que 180 mil se registraron la semana anterior al salto. Según una nota de la compañía, se convirtió en el canal global con más suscriptores de dicha página[cita requerida].
La retransmisión en directo se hizo a través de un stream embebible en toda plataforma digital y móvil. La señal se retransmitió desde su página oficial, en su canal de YouTube, en los canales colaboradores que utilizan el reproductor embebible del mismo, y en Facebook.
El stream en directo de YouTube con la codificación digital permitió a Red Bull Media House retransmitir durante horas el evento a todo el mundo. En vivo, una actualización constante mostraba el punto exacto en el que se encontraba Baumgartner en el cielo, su velocidad durante la caída libre y a qué distancia se encontraba de la tierra durante todo el vuelo así como su permanente comunicación con Kittinger por radio; imágenes en directo del despegue, la cápsula, el helicóptero con cineflex y dos sistemas de tracking de altitud con infrarrojos y en HD; y chat en directo en el sitio web de la misión.
Red Bull consiguió 140 mil fanes de Facebook, 235mil seguidores en Twitter y 300 millones de visualizaciones del canal en Youtube durante ese periodo. Con todo ello, Red Bull Stratos, es una de las mayores campañas de marketing de la actualidad y uno de los mayores acontecimientos deportivos del año 2012.[cita requerida]

### Récords
El 22 de febrero de 2013, la Federación Aeronáutica Internacional anunció que Baumgartner rompió tres de los cuatro récords previstos.
En conferencia de prensa se informó que desplegó su paracaídas antes de lo previsto, voluntariamente, para que Kittinger continúe siendo el poseedor del récord de mayor tiempo en caída libre.[cita requerida]
Los registros de Baumgartner alcanzados por el salto son:
1. La altitud del salto: 38 969 metros (127.851 pies)
2. La velocidad vertical máxima: 1357 kilómetros por hora (843,6 mph)
3. La distancia vertical de caída libre: 36 402 metros (119 431 pies)

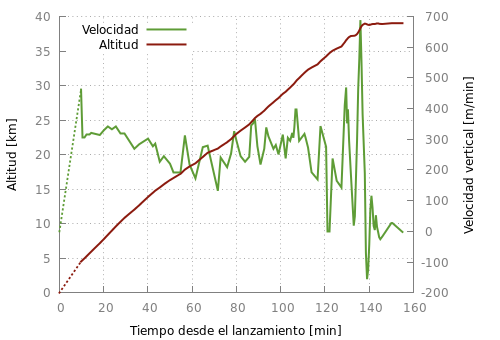
Altitud y velocidad vertical de la cápsula durante el ascenso.

Otros récords no declarados por la Federación Aeronáutica Internacional pero igualmente catalogados[cita requerida]:
1. Primera persona en romper la velocidad supersónica en caída libre sin la protección o propulsión de una nave.
2. Máxima altura fuera de una nave sin estar conectado a la misma por un cable.
3. Mayor globo que jamás haya volado con un ser humano a bordo: 834.000 metros cúbicos (29.47 millones de pies cúbicos)
4. Mayor altura jamás alcanzada por un globo dirigido por el hombre: 39.068,5 metros (128.177,5 pies)
5. Mayor velocidad jamás alcanzada por un globo dirigido por el hombre: 218,39km/h (135,7 millas por hora) / 117,9 nudos

### Resultados
La Cumbre Científica Red Bull Stratos del Centro Científico de Los Ángeles (Estados Unidos) anunció los resultados finales:
1. Hora oficial de despegue: 9:28:37 MDT
2. Máxima velocidad terrestre del globo/cápsula tripulado: 218,4 km/h (117,9 nudos)
3. Altura desde que Baumgartner saltó: 38.969,4 metros (127 852,4 pies)
4. Máxima velocidad alcanzada durante la caída libre: 1.357,6 km/h (843,6 mph [Mach 1.25])
5. Tiempo transcurrido hasta alcanzar la velocidad del sonido durante la caída libre: 34 segundos.
6. Caída libre vertical: 36.402,6 metros (119.431,1 pies)
7. Tiempo transcurrido hasta alcanzar la velocidad máxima (Mach 1.25): 50 segundos.
8. Periodo en velocidad supersónica: 30 segundos.
9. Duración del giro flat: 13 segundos.
10. Tiempo total en caída libre: 4 minutos con 20 segundos.
11. Apertura del paracaídas: 2.566,8 metros (8.421,3 pies sobre el nivel del mar) Aproximadamente 1.525 metros (5.000 pies sobre el suelo)
12. Tiempo total transcurrido desde el salto hasta el aterrizaje: 9 minutos con 18 segundos
13. Tiempo total transcurrido desde el lanzamiento del globo hasta el aterrizaje: 2 horas con 47 minutos.
14. Temperatura mínima a 18.203 metros (59.721 pies): -70.9 Grados (-95.62 Fahrenheit)

### Contribuciones científicas
Red Bull Stratos contriburá a campos muy diversos, como ser los primeros datos fisiológicos de un humano en caída libre a una velocidad superior a la del sonido, y también los datos de ver las cifras del salto, que dieron conocimientos útiles para futuros viajes aero espaciales.
Había muchas incógnitas acerca de lo que sucedería con Felix Baumgartner al saltar, la mayor de los cuales era lo que romper la barrera del sonido podría hacer para su cuerpo; las informaciones recogidas en la viabilidad del salto de Baumgartner servirán para analizar mejor los saltos a gran altura, análisis que serán de utilidad para la industria comercial de los vuelos espaciales en ciernes.
Jonathan Clark, director médico del proyecto, dijo:

Vamos a establecer nuevos estándares para la aviación. Nunca antes alguien había llegado a la velocidad del sonido sin estar en un avión. Red Bull Stratos está probando nuevos equipos y el desarrollo de los procedimientos para tocar esas alturas, así como soportar dicha aceleración extrema. El objetivo es mejorar la seguridad de los profesionales del espacio, así como la de los potenciales turistas espaciales.

Otro de los objetivos de 'Red Bull Stratos' era proporcionar valiosos datos de investigación médica y científica para los trajes de presión del futuro. El proyecto proporcionó datos para el desarrollo de sistemas de paracaídas de alto rendimiento y de gran altitud. En éstos informes se menciona el desarrollo de nuevas ideas para la evacuación de emergencia de los vehículos, tales como naves espaciales, pasando por la estratosfera.